# Mark IX (carro de combate)
El Mark IX fue un vehículo blindado de combate británico de la Primera Guerra Mundial, el primer transporte blindado de personal especializado del mundo. 

## Desarrollo
Durante las primeras acciones de los tanques quedó en evidencia que con frecuencia la infantería no podía seguir a estos; no porque los soldados fuesen lentos - los primeros tanques apenas podían moverse a la misma velocidad de un hombre caminando - sino por las ráfagas de las ametralladoras enemigas, siendo esta la razón por la cual se inventaron los tanques. Frecuentemente las posiciones ganadas con grandes bajas volvían a caer en manos enemigas, debido a la falta de infantería para consolidarlas. Al inicio se pensó que este problema se resolvería al embarcar algunos soldados de infantería en cada tanque. Pero prontamente se observó que la calidad del aire dentro de los tanques era tan mala, que los soldados simplemente se desmayaban o se intoxicaban y quedaban incapacitados por casi una hora tras salir del tanque para recuperarse de los nocivos vapores y humos.
Por lo tanto, en el verano de 1917 se le ordenó al Teniente G. R. Rackham que diseñe un vehículo blindado específicamente para el transporte de tropas. Al inicio el diseño fue dificultado por la solicitud que el vehículo tuviese la capacidad de ser equipado con barbetas, por lo que podía transformarse en un tanque más moderno en caso de que el tanque Mark VIII demuestre ser un fracaso. Este es el motivo por el cual el modelo fue denominado como un tanque, el Mark IX. Sin embargo, la solicitud fue cancelada y en setiembre de 1917 empezaron a construirse dos prototipos del vehículo de transporte (que también podían servir como tanques de apertrechamiento) por Armstrong, Whitworth & Co. en Newcastle-upon-Tyne. Los prototipos fueron aprobados al año siguiente y se le ordenó al fabricante de tractores Marshall, Sons & Co. de Gainsborough, Lincolnshire, que construya 200 unidades. Para entonces ya había quedado claro que incluso el tanque alargado Mark V* no era apto para el transporte de infantería.
Solamente estuvieron listos tres vehículos para cuando se firmó el Armisticio, apenas construyéndose 34 en total.

## Descripción
Como no había tiempo para crear un diseño completamente nuevo, el Mark IX se basó en el Mark V, con el casco alargado a 9,73 m. El motor Ricardo de 150 hp fue situado adelante, la caja de cambios atrás y se retiraron los perfiles de suspensión. Esto creó un espacio interno de 4 m de largo y 2,45 m de ancho, lo suficiente para albergar treinta (hasta cincuenta, oficialmente) soldados o diez toneladas de carga. Para asegurar la suficiente rigidez del chasis, el piso fue reforzado con pesados perfiles transversales. Los soldados que iban dentro tenían que evitar las varillas de control de los cambios que iban en el techo y el cardán que iba en medio de la cabina. No tenían asientos donde sentarse.

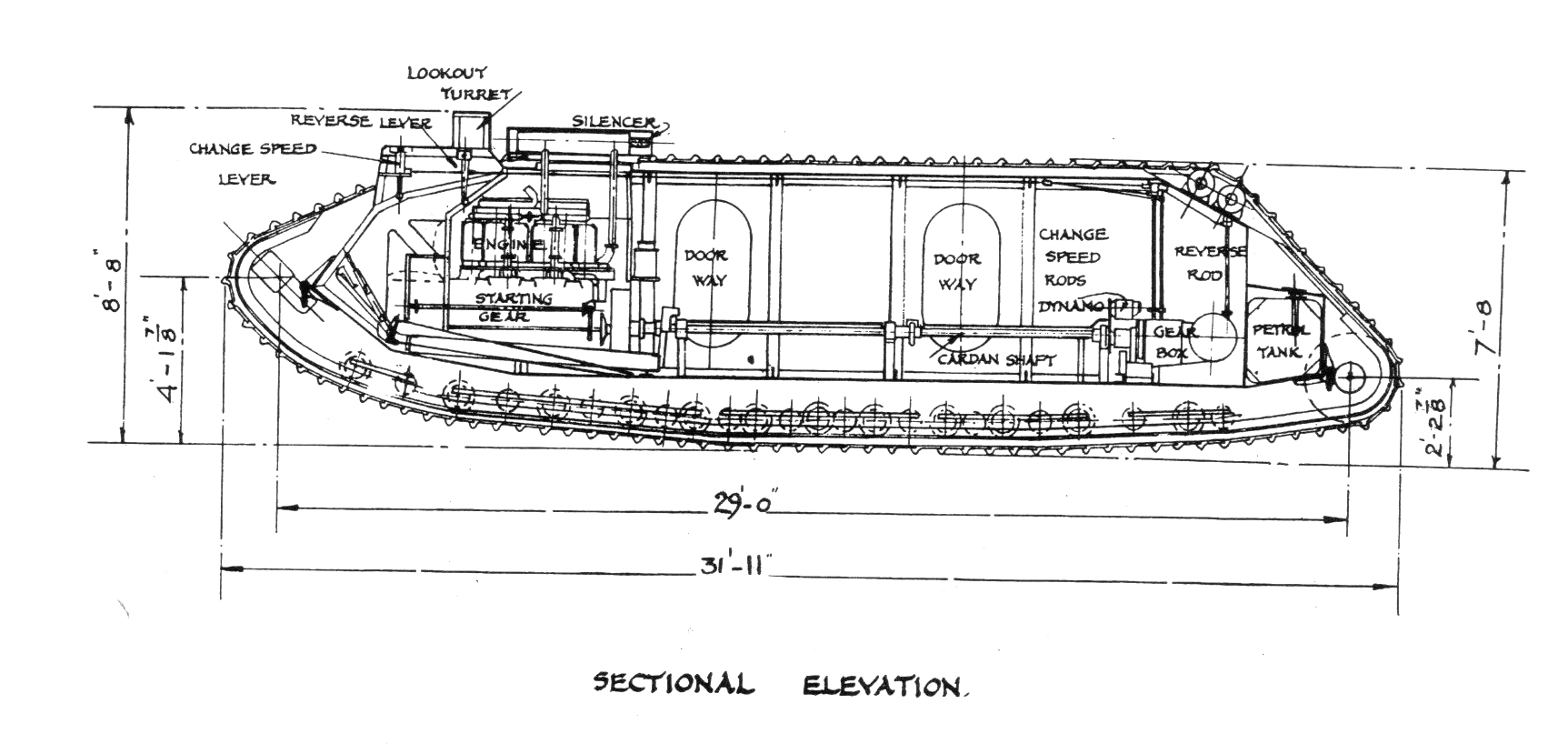
Distribución interna de un Mark IX.

La tripulación consistía del chofer sentado a la izquierda y el comandante, que iba sentado a su derecha (fue la primera vez que un tanque británico se adaptó a las condiciones de tráfico en Francia), un mecánico y un artillero que disparaba una ametralladora montada en una escotilla en la parte posterior. Una segunda ametralladora iba montada al frente. A ambos lados del vehículo había ocho troneras, a través de las cuales los soldados podían disparar sus fusiles, haciendo que el Mark IX también sea el primer vehículo de combate de infantería del mundo. Dos de las troneras estaban montadas en las dos puertas ovaladas a cada lado del casco.
A pesar de emplear un delgado blindaje (10 mm), su peso todavía era de 27 toneladas y la velocidad apenas era de 7 km/h. El tanque además podía transportar pertrechos en una bandeja sobre el techo, detrás de la torreta de observación del comandante (que era el punto más alto, a 2,64 m), mientras remolcaba hasta tres trineos totalmente cargados.
Rackham trató de mejorar las condiciones internas instalando un gran silenciador sobre el techo, así como ventiladores; sin embargo, no había un cuarto de máquinas aparte. Debido a esta falta de compartimentación, está en duda si el proyecto logró su meta original de diseñar un vehículo capaz de transportar un escuadrón de infantería en condiciones de luchar.     

## Historial operativo y proyectos
Los Mark IX fueron empleados por algunos años tras la guerra. El modelo fue llamado El Cerdo, porque el bajo frente de las orugas se parecía al hocico del animal. Uno de los tres primeros fue empleado como ambulancia blindada. Otro fue reconstruido como un tanque anfibio por el equipo de la base de pruebas de Dollis Hill. Como ya tenía un gran casco, se le agregó tambores de flotación al frente y a los lados. Se acoplaron tablones de madera a los eslabones de las orugas, pero en un solo lado de estos; al alcanzar la curva de los rieles saldrían hacia afuera y propulsarían al tanque en el agua. Se tomaron fotos de un tanque flotando en el Embalse Brent el 11 de noviembre de 1918, el mismo día del Armisticio. La leyenda dice que este vehículo fue llamado El Pato, aunque se duda mucho de su veracidad.
El último Mark IX sobrevive en el Museo de tanques de Bovington.  